# China Shavers
China Jesusita Shavers (* 16. Juni 1977) ist eine US-amerikanische Schauspielerin, die vor allem durch ihre Rollen in den Fernsehserien Sabrina – Total Verhext!, Emergency Room und Boston Public bekannt wurde.

## Karriere
China Shavers gab 1996 ihr Schauspieldebüt als Shanora im Fernsehfilm Harambee!. Im Thriller The Glass House (2001) agierte sie neben Leelee Sobieski, Stellan Skarsgård und Diane Lane in der Rolle der E.B. Im gleichen Jahr mimte sie in der Filmparodie Nicht noch ein Teenie-Film! eine North Compton Cheerleaderin.

## Filmografie (Auswahl)
- 1996: Harambee! (Fernsehfilm)
- 1997: New York Undercover (Fernsehserie, Folge 3x13)
- 1998: Felicity (Fernsehserie, Folge 1x07)
- 1999: Alabama Dreams (Any Day Now, Fernsehserie, Folge 1x17)
- 1999: Beverly Hills, 90210 (Fernsehserie, Folge 9x18)
- 1999–2000: Sabrina – Total Verhext! (Sabrina, the Teenage Witch, Fernsehserie, 12 Folgen)
- 2000: The District – Einsatz in Washington (The District, Fernsehserie, Folge 1x09)
- 2001: When Billie Beat Bobby (Fernsehfilm)
- 2001: The Glass House
- 2001: Nicht noch ein Teenie-Film! (Not Another Teen Movie)
- 2001–2003: Boston Public (Fernsehserie, 26 Folgen)
- 2005: Adam and Eve
- 2005: Sleeper Cell (Fernsehserie, Folge 1x07)
- 2005–2006: Emergency Room – Die Notaufnahme (ER, Fernsehserie, 7 Folgen)
- 2006: Twenty Questions (Fernsehfilm)
- 2006: College Animals 2 (National Lampoon’s Dorm Daze 2)
- 2007: Girlfriends (Fernsehserie, Folge 7x14)
- 2007: Without a Trace (Fernsehserie, Folge 6x04)
- 2010: Beginners
- 2011: House (House M.D., Fernsehserie, Folge 6x21)
- 2016: American Crime Story (Fernsehserie, 5 Folgen)
- 2017–2018: Grey’s Anatomy (Fernsehserie, 2 Folgen)
- 2018: Bull (Fernsehserie, Folge 3x05)
- 2019: The Twilight Zone (Fernsehserie, Folge 1x02)